# TDI (自動車)

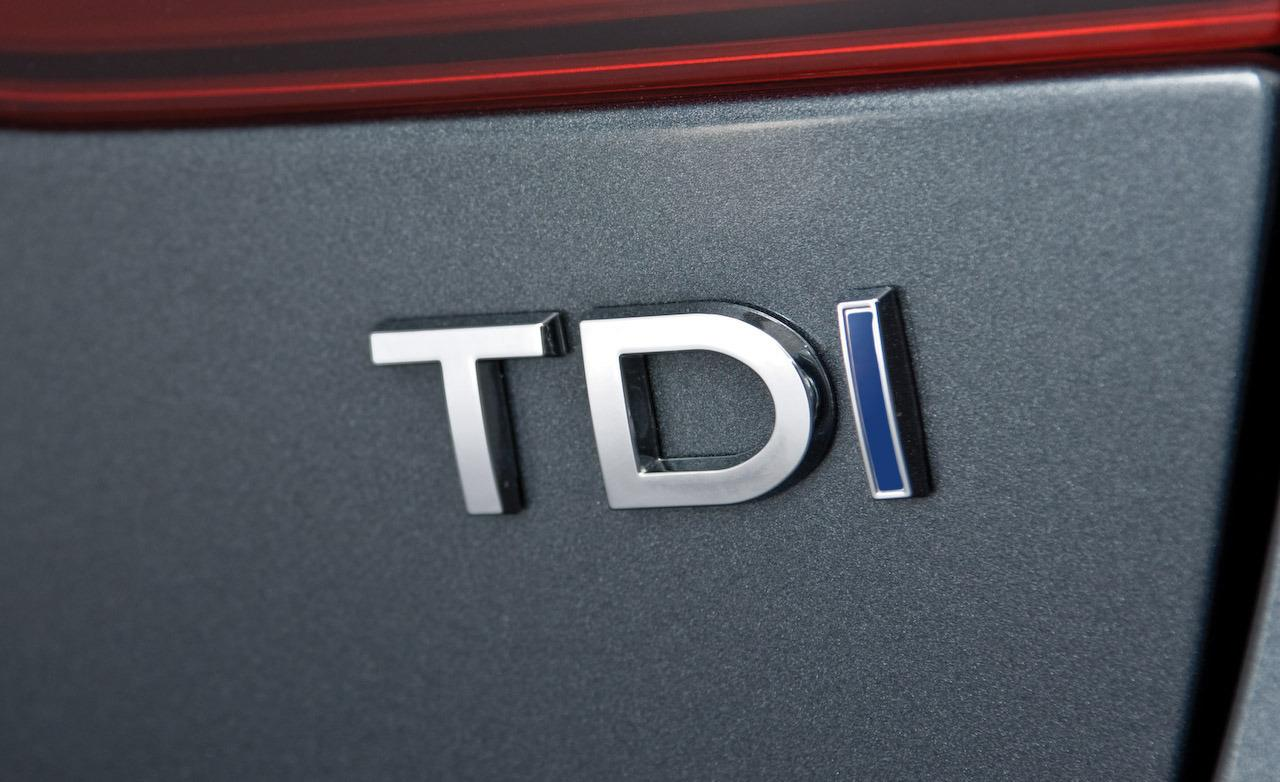
TDIのロゴ

TDI（Turbocharged Direct Injection）は、フォルクスワーゲン・グループ（VW）の販売する直噴ターボディーゼルエンジンの商標である。

## 概要
1989年に発売されたアウディ・100の直噴ターボディーゼルエンジンに、TDIの名称が初めて使われた。当時、直噴ターボディーゼルは1986年にフィアット・クロマで初採用されたばかりの先進技術で、ターボによる高効率化と、筒内への直接噴射による高燃焼効率化が特徴である。
100の発売以来、TDIはVW・アウディ・セアト・シュコダといったVWグループの乗用車ブランドで広く採用されている。加えて、船舶部門のフォルクスワーゲン・マーリンがマーキュリーに対して船舶用のTDIエンジンを供給している。
なお、TDIという名称はVWの商標だが、マツダ・SKYACTIV-Dなど、直噴ターボディーゼル自体はVW以外のメーカーでも製造されている。また、ターボを搭載しないVWの直噴ディーゼルにはSDI（Suction Diesel Injection）という商標が付けられている。2024年4月現在、SDI搭載車は日本で販売されていない。

## 歴史

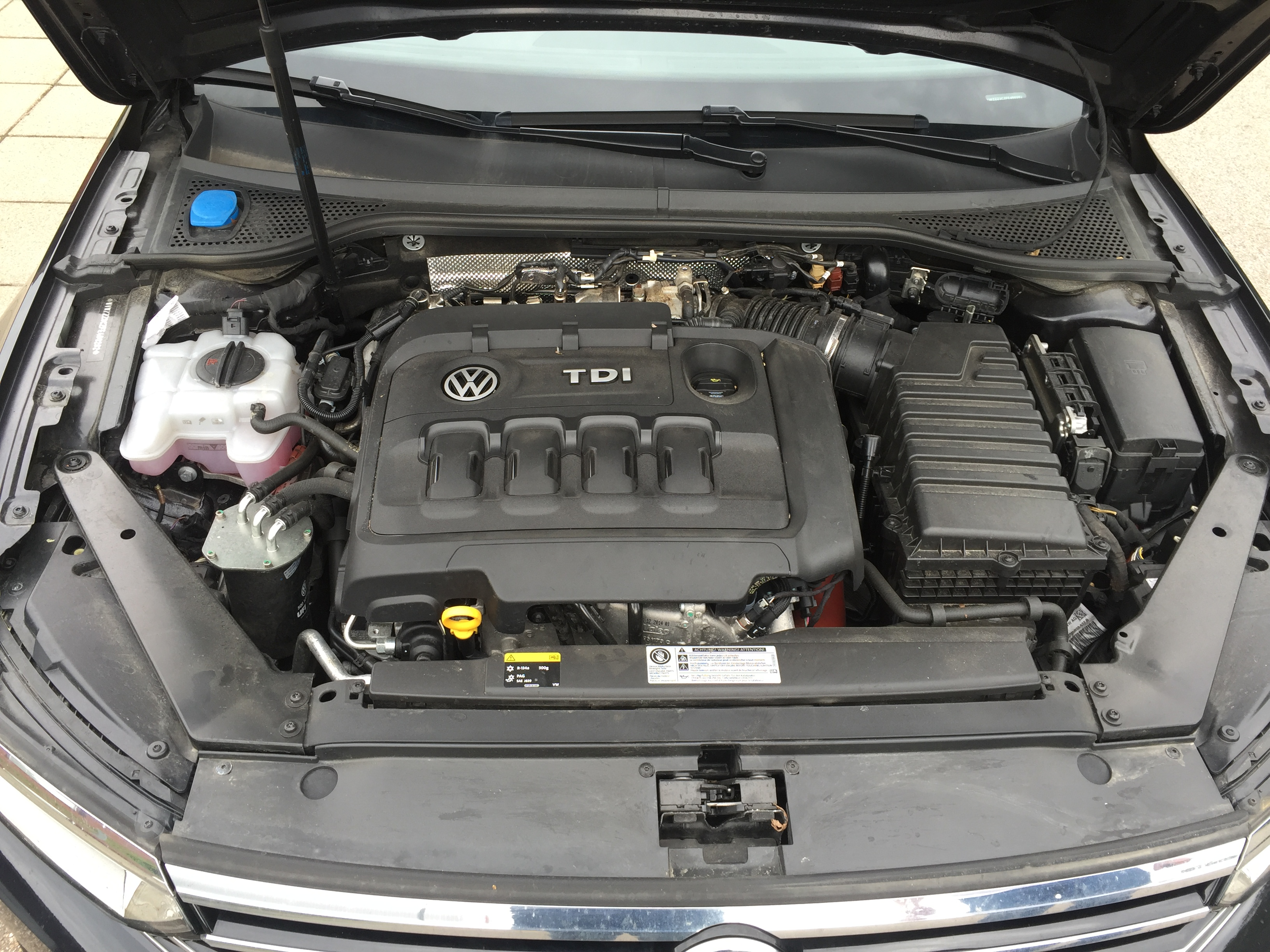
パサートB8のTDIエンジン

1989年に発売されたアウディ・100に、2.5L直列5気筒のTDIエンジンが初採用された。100のTDIエンジンにはボッシュ製の電子制御式分配型ポンプが搭載され、最大900barの圧力で筒内へ燃料を直接噴射した。初期モデルでの最高出力は85kW（116ps）、最大トルクは265Nmだった。
1991年に発売されたアウディ・80には、初の直列4気筒TDIエンジンが採用された。このエンジンにはハネウェル製のVGTが初採用され、低回転域から大トルクを発生させることが可能となった。
1998年、第2世代TDIを初採用したパサートが発売した。第2世代のTDIでは分配型ポンプがユニットインジェクタに置き換えられ、シリンダーごとに圧力を調整することが可能となった。
1999年、第3世代TDIがアウディ・A8の3.3LV型8気筒ディーゼルに初採用された。第3世代ではポンプがコモンレール式に置き換わったことで、燃料供給圧は1350barにまで増加した。これ以降、TDIの燃料ポンプはコモンレール式へ徐々に切り替わっていく。また同年、1.2L・1.9L・2.5LのTDIエンジンが第1回インターナショナル・エンジン・オブ・ザ・イヤーを受賞した。
2008年のパリモーターショーにて「パサート・BlueTDI」が発表された。BlueTDIは環境性能を高めた新しいレーベルで、尿素SCRの採用などにより欧州排ガス規制ユーロ6などの基準をクリアした。
2015年、後述する排出ガス規制不正問題が発生した。
2018年、日本市場では初のTDIモデルとなる「パサート/パサートヴァリアント 2.0L TDI」が日本で発売された。
2019年、改良型の2.0L直列4気筒TDIエンジン「EA288 evo」がゴルフVIIIに搭載された。EA288 evoには新開発のツインドージングシステムが搭載され、直列に配置された2基のSCR触媒コンバーターから排気ガス温度に応じて最適な量のAdBlueを噴射する。加えて、EGRや噴射ポンプなどを改良し、燃焼プロセスが最適化された。これらの改良により、EA288 evoは欧州排ガス規制ユーロ6dの基準をクリアした。

## 排出ガス規制不正問題
2015年9月18日、アメリカの排出ガス試験にてディフィートデバイスを使用し、試験を不正にクリアしていたことが判明した。該当モデルは2009～2015年モデルの直列4気筒TDIエンジンを搭載したパサート・ゴルフなどで、およそ48万2000台が該当した。不正発覚後の9月23日にはマルティン・ヴィンターコルンがCEOを辞任する事態となった。
2018年、一連のディーゼル車の排ガス不正問題により、本社を管轄するブラウンシュヴァイク検察当局から10億ユーロ（約1300億円）の罰金を命じられた。

## モータースポーツ

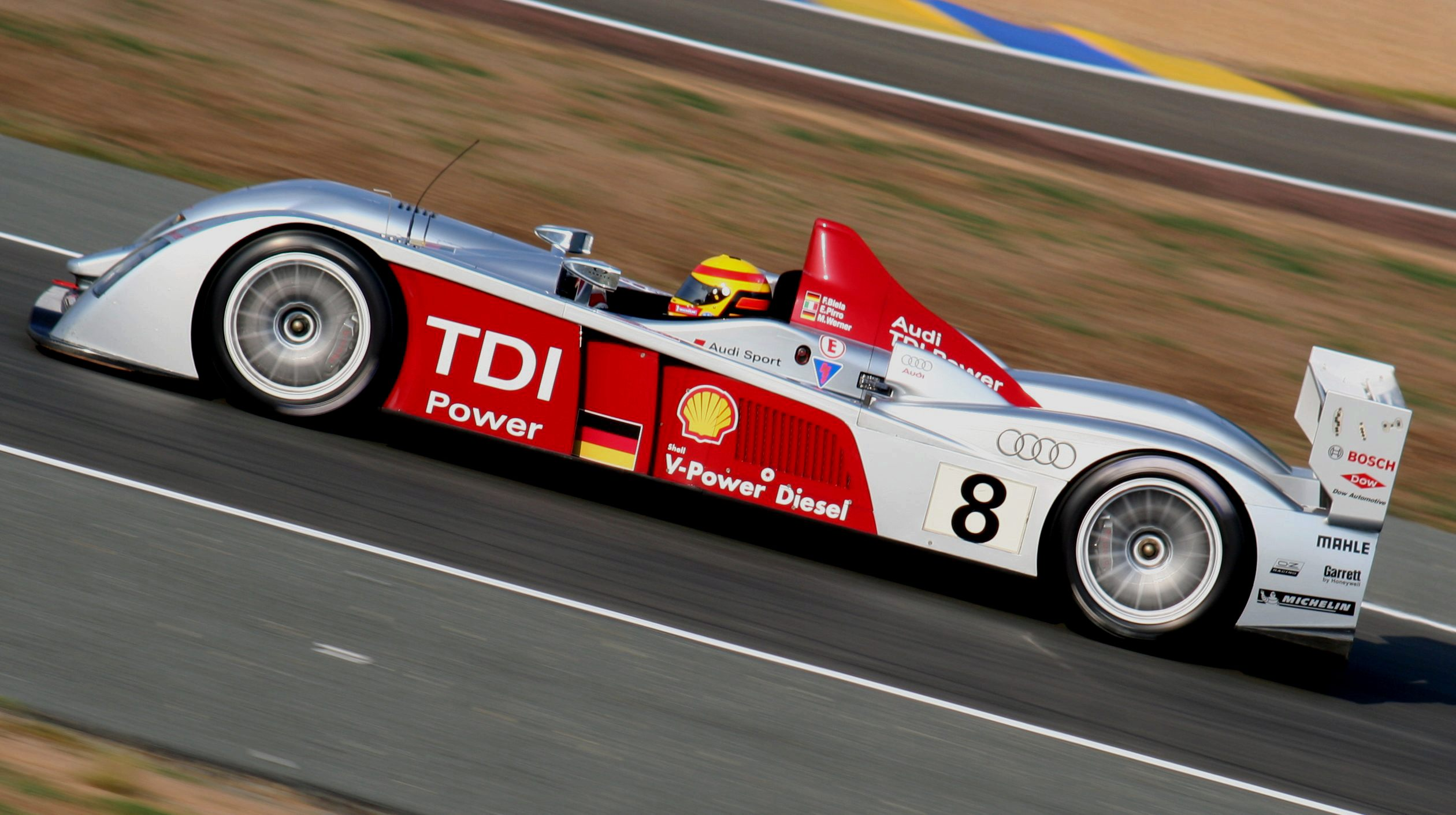
2006年ル・マン24時間レースに参戦したR10 TDI

2005年12月に発表されたアウディ・R10 TDIに5.5LのV型12気筒ツインターボTDIエンジンが搭載された。R10は2006年のル・マン24時間レースに参戦し、ディーゼルエンジン車初の総合優勝を果たした。
翌年以降も、アウディはR10および後継マシンのR15・R18でル・マン、ALMS、ILMC、WECに参戦し、2014年までにTDI搭載マシンで合計8回のル・マン総合優勝を達成した。